# Tenjo tenge
Tenjō tenge (jap. 天上天下) – manga autorstwa Oh! great oraz serial anime na jej podstawie.